# Clinton (Missouri)
Clinton és una població dels Estats Units a l'estat de Missouri. Segons el cens del 2000 tenia 9.311 habitants.

## Demografia
Segons el cens del 2000, Clinton tenia 9.311 habitants, 3.978 habitatges, i 2.502 famílies. La densitat de població era de 389,1 habitants per km².
Dels 3.978 habitatges en un 27,8% hi vivien nens de menys de 18 anys, en un 47% hi vivien parelles casades, en un 12,1% dones solteres, i en un 37,1% no eren unitats familiars. En el 33,1% dels habitatges hi vivien persones soles el 16,3% de les quals corresponia a persones de 65 anys o més que vivien soles. El nombre mitjà de persones vivint en cada habitatge era de 2,26 i el nombre mitjà de persones que vivien en cada família era de 2,84.
Per edats la població es repartia de la següent manera: un 23,4% tenia menys de 18 anys, un 8,8% entre 18 i 24, un 25,6% entre 25 i 44, un 21,2% de 45 a 60 i un 20,9% 65 anys o més.
L'edat mediana era de 39 anys. Per cada 100 dones de 18 o més anys hi havia 82,7 homes.
La renda mediana per habitatge era de 28.079 $ i la renda mediana per família de 32.378 $. Els homes tenien una renda mediana de 26.834 $ mentre que les dones 19.096 $. La renda per capita de la població era de 16.282 $. Entorn de l'11,9% de les famílies i el 15,5% de la població estaven per davall del llindar de pobresa.

## Poblacions més properes
El següent diagrama mostra les poblacions més properes.